# Platycopia orientalis
Platycopia orientalis is een eenoogkreeftjessoort uit de familie van de Platycopiidae. De wetenschappelijke naam van de soort is voor het eerst geldig gepubliceerd in 1994 door Ohtsuka & Boxshall.